# Monts et Merveilles
Chansons représentant la France au Concours Eurovision de la chanson
Il faut du temps
(2002) À chaque pas
(2004)
Monts et Merveilles est la chanson interprétée par la chanteuse française Louisa Baïleche pour représenter la France au Concours Eurovision de la chanson 2003 qui se déroulait à Riga, en Lettonie.
La chanteuse étant d'origine italienne, elle enregistra également la chanson en italien sous le titre de Per parlare di noi (« Pour parler de nous »), ainsi qu'en anglais sous le titre de The Moon and the Stars (« La lune et les étoiles »).

## Concours Eurovision de la chanson
Elle est interprétée en français, langue nationale, le choix de la langue étant toutefois libre depuis 1999.
Il s'agit de la dix-neuvième chanson interprétée lors de la soirée, après Jostein Hasselgård qui représentaient la Norvège avec I'm Not Afraid to Move On (en) et avant Ich Troje qui représentait la Pologne avec Keine Grenzen – Żadnych granic (en). À l'issue du vote, elle a obtenu 19 points, se classant 18e sur 26 pays participants,.

## Liste des titres
| 1. | Monts et Merveilles                         | Hocine Hallaf | Hocine Hallaf | 3:00 |
| 2. | Monts et Merveilles (version instrumentale) |               | Hocine Hallaf | 3:00 |

## Historique de sortie
| Pays   | Date | Format    | Label     |
| ------ | ---- | --------- | --------- |
| France | 2003 | CD single | Universal |